# Shidare yanagi
„Shidare yanagi” (jap. シダレヤナギ) – dwudziesty piąty singel japońskiego zespołu NMB48, wydany w Japonii 16 czerwca 2021 roku przez laugh out loud records.
Singel został wydany w czterech edycjach: trzech CD+DVD (Type A, Type B, Type C) oraz „teatralnej” (CD). Osiągnął 2 pozycję w rankingu Oricon i pozostał na liście przez 12 tygodni. Singel zdobył status złotej płyty.

## Lista utworów
Wszystkie utwory zostały napisane przez Yasushiego Akimoto.

### Type A
| CD | CD                                                    | CD            | CD            | CD      |
| Nr | Tytuł utworu                                          | Kompozycja    | Aranżacja     | Długość |
| -- | ----------------------------------------------------- | ------------- | ------------- | ------- |
| 1. | „Shidare yanagi” (jap. シダレヤナギ)                  | CHOCOLATE MIX | CHOCOLATE MIX | 4:05    |
| 2. | „Otoshiana” (jap. 落とし穴)                           | Toshikazu.K   | Toshikazu.K   | 3:59    |
| 3. | „Shidare yanagi” (jap. シダレヤナギ) (off vocal ver.) | CHOCOLATE MIX | CHOCOLATE MIX | 4:05    |
| 4. | „Otoshiana” (jap. 落とし穴) (off vocal ver.)          | Toshikazu.K   | Toshikazu.K   | 3:59    |

| DVD | DVD                                                                | DVD     |
| Nr  | Tytuł utworu                                                       | Długość |
| --- | ------------------------------------------------------------------ | ------- |
| 1.  | „Shidare yanagi” (jap. シダレヤナギ) (Music Video)                 |         |
| 2.  | „Shidare yanagi” (jap. シダレヤナギ) (Music Video Dancing Version) |         |

### Type B
| CD | CD                                                         | CD            | CD            | CD      |
| Nr | Tytuł utworu                                               | Kompozycja    | Aranżacja     | Długość |
| -- | ---------------------------------------------------------- | ------------- | ------------- | ------- |
| 1. | „Shidare yanagi” (jap. シダレヤナギ)                       | CHOCOLATE MIX | CHOCOLATE MIX | 4:05    |
| 2. | „Aoi Lemon no kisetsu” (青いレモンの季節)                  | Akio Kondō    | Akio Kondō    | 4:47    |
| 3. | „Shidare yanagi” (jap. シダレヤナギ) (off vocal ver.)      | CHOCOLATE MIX | CHOCOLATE MIX | 4:05    |
| 4. | „Aoi Lemon no kisetsu” (青いレモンの季節) (off vocal ver.) | Akio Kondō    | Akio Kondō    | 4:47    |

| DVD | DVD                                                                | DVD     |
| Nr  | Tytuł utworu                                                       | Długość |
| --- | ------------------------------------------------------------------ | ------- |
| 1.  | „Shidare yanagi” (jap. シダレヤナギ) (Music Video)                 |         |
| 2.  | „Shidare yanagi” (jap. シダレヤナギ) (Music Video Dancing Version) |         |

### Type C
| CD | CD                                                       | CD             | CD            | CD      |
| Nr | Tytuł utworu                                             | Kompozycja     | Aranżacja     | Długość |
| -- | -------------------------------------------------------- | -------------- | ------------- | ------- |
| 1. | „Shidare yanagi” (jap. シダレヤナギ)                     | CHOCOLATE MIX  | CHOCOLATE MIX | 4:05    |
| 2. | „Erabareshimono-tachi” (選ばれし者たち) (wyk. Kyun mart) | Kadono, Yugo.A | Kadono        | 4:28    |
| 3. | „Shidare yanagi” (jap. シダレヤナギ) (off vocal ver.)    | CHOCOLATE MIX  | CHOCOLATE MIX | 4:05    |
| 4. | „Erabareshimono-tachi” (選ばれし者たち) (off vocal ver.) | Kadono, Yugo.A | Kadono        | 4:28    |

| DVD | DVD                                                                                | DVD     |
| Nr  | Tytuł utworu                                                                       | Długość |
| --- | ---------------------------------------------------------------------------------- | ------- |
| 1.  | „Shidare yanagi” (jap. シダレヤナギ) (Music Video)                                 |         |
| 2.  | „Erabareshimono-tachi / Kyun mart” (jap. 選ばれし者たち／きゅんmart) (Music Video) |         |

### Wer. teatralna
| CD | CD                                                    | CD               | CD                   | CD      |
| Nr | Tytuł utworu                                          | Kompozycja       | Aranżacja            | Długość |
| -- | ----------------------------------------------------- | ---------------- | -------------------- | ------- |
| 1. | „Shidare yanagi” (jap. シダレヤナギ)                  | CHOCOLATE MIX    | CHOCOLATE MIX        | 4:05    |
| 2. | „Itsumo no isu” (いつもの椅子) (wyk. Miru Shiroma)    | Masahiro Kawaura | Yūichi "Masa" Nonaka |         |
| 3. | „Shidare yanagi” (jap. シダレヤナギ) (off vocal ver.) | CHOCOLATE MIX    | CHOCOLATE MIX        | 4:05    |
| 4. | „Itsumo no isu” (いつもの椅子) (off vocal ver.)       | Masahiro Kawaura | Yūichi "Masa" Nonaka |         |

## Notowania
| Lista                             | Pozycja |
| --------------------------------- | ------- |
| Oricon Weekly Singles Chart       | 2       |
| Oricon Yearly Singles Chart       | 46      |
| Billboard Japan Hot 100           | 3       |
| Billboard Japan Top Singles Sales | 1       |

## Sprzedaż
| Dane wg         | Sprzedaż |
| --------------- | -------- |
| Oricon          | 158 667  |
| Billboard Japan | 193 337+ |